# Lijst van spelers van Rosenborg BK
Deze lijst omvat voetballers die bij de Noorse voetbalclub Rosenborg BK spelen of gespeeld hebben. De spelers zijn alfabetisch gerangschikt.

## A
- Tor Aarøy
- Jo Aas
- Roger Albertsen
- Anthony Annan
- Árni Arason
- Gjermund Åsen

## B
- Mushaga Bakenga
- Even Barli
- Christer Basma
- Petter Belsvik
- Albert Berbatovci
- Ørjan Berg
- Runar Berg
- André Bergdølmo
- Kent Bergersen
- Besart Berisha
- Mattias Bjärsmyr
- Stig Inge Björnebye
- Lubomir Blaschek
- Lars Blixt
- Robert Boateng
- Daniel Braaten
- Bjørn Otto Bragstad
- Sverre Brandhaug
- Hans Martin Brandtun
- Erik Bråthen
- Rune Bratseth
- Harald Brattbakk
- Ola By Rise

## C
- John Carew
- Jan Christiansen

## D
- Tore André Dahlum
- Vadim Demidov
- Arne Dokken
- Mikael Dorsin

## E
- Knut Torbjørn Eggen
- Nils Arne Eggen
- Sebastián Eguren
- Hassan El Fakiri
- Dagfinn Enerly
- Karim Essediri

## F
- Karl Oskar Fjörtoft
- Emil Frederiksen

## G
- Christer George
- Alex Gersbach
- Christian Grave Johansen
- Svein Grøndalen

## H
- Alexander Hansen
- André Hansen
- Eldar Hansen
- Hugo Hansen
- Jan Hansen
- Torjus Hansén
- Vegard Heggem
- Pål Helland
- Thorstein Helstad
- Markus Henriksen
- Trond Henriksen
- Børge Hernes
- Lars Hirschfeld
- Jon-Olav Hjelde
- Erik Hoftun
- Jon Inge Høiland
- Dag Hornseth
- Martin Höyem
- Øivind Husby
- Roar Husby
- Jahmir Hyka

## I
- Kåre Ingebrigtsen
- Odd Iversen
- Steffen Iversen

## J
- Jahn Ivar Jakobsen
- Jørn Jamtfall
- Michael Jamtfall
- Rune Jarstein
- Bent Johnsen
- Erland Johnsen
- Espen Johnsen
- Frode Johnsen
- Mikael Tørset Johnsen
- Tor Johnsen
- Kristian Juberg

## K
- Kjell Kaasa
- Azar Karadas
- Geir Karlsen
- Michael Karlsen
- Morten Knutsen
- Yssouf Koné
- Miika Koppinen
- John Krogh
- Bjørn Kvarme

## L
- Alejandro Lago
- Öyvind Leonhardsen
- Karl Petter Løken
- Trond Ludvigsen
- Mikael Lustig

## M
- Ole Einar Martinsen
- Andreas Mayer
- Erling Meirik
- Roy Miller
- Christian Moen
- Tor Erik Moen
- Morten Moldskred

## N
- Steinar Nilssen
- Andreas Nordvik

## O
- Frode Olsen
- Odd Olsen
- Trond Olsen
- Daniel Örlund
- Osei Oviasu
- Alexander Ødegaard

## P
- Morten Pedersen
- John Pelu
- Rade Prica

## R
- Tore Reginiussen
- Bjørn Rime
- Vidar Riseth
- Ivar Rønningen
- Sigurd Rushfeldt
- Robbie Russell

## S
- Janne Saarinen
- Marek Sapara
- Bakary Sare
- Juska Savolainen
- Kjell Sellin
- Macbeth Sibaya
- Bent Skammelsrud
- Mads Skjaervold
- Per Skjelbred
- Vegard Skjerve
- Jan Gunnar Solli
- Trond Sollied
- Trond Soltvedt
- Alexander Sørloth
- Gøran Sørloth
- Jan Derek Sørensen
- Kristian Sørli
- Kris Stadsgaard
- Tom Staurvik
- Christian Steen
- Jarle Steinsland
- Ståle Stensaas
- Fredrik Stoor
- Öyvind Storflor
- Kenneth Storvik
- Ronny Støbakk
- Lasse Strand
- Roar Strand
- Harald Sunde
- Öyvind Svenning

## T
- Rune Tangen
- Alexander Tettey
- Abdou Razak Traoré
- Tor Trondsen
- Are Tronseth

## W
- Simen Wangberg
- Fredrik Winsnes
- Øystein Wormdal

## Y
- Didier Ya Konan

## Z
- Dario Zahora
- Rafik Zekhnini

Clubs: Aalesunds FK · Alta IF · SK Brann · Bryne FK ·  Fredrikstad FK · FK Haugesund · Hønefoss BK · Kongsvinger IL · Lillestrøm SK · FC Lyn Oslo · Molde FK · Moss FK · Odd Grenland · Rosenborg BK · Stabæk Fotball · IK Start · Strømsgodset IF · Tromsø IL · Vålerenga IF ·  Viking FK

Lijsten van voetballers van Noorse clubs: Aalesunds FK · Alta IF · SK Brann · Bryne FK · Fredrikstad FK · FK Haugesund · Hønefoss BK · Kongsvinger IL · Lillestrøm SK · FC Lyn Oslo · Molde FK · Moss FK · Odd Grenland · Rosenborg BK · Stabæk Fotball · IK Start · Strømsgodset IF · Tromsø IL · Vålerenga IF · Viking FK